# 次世代リソグラフィ
次世代リソグラフィ(Next-generation lithography NGL)は次世代の集積回路を製造する技術で定義は時代とともに変遷している。

## 概要
半導体の集積度はムーアの法則に従って年々高まっていったが、それを支えるのは露光技術だった。1990年代には次世代リソグラフィとして放射光、電子線描画装置、X線リソグラフィ等が候補として挙げられたが、現時点では極端紫外線リソグラフィが次世代リソグラフィとして目されている。

## 課題
技術的な難易度だけでなく、経済性も普及の鍵となる。

## 候補

### 深紫外光
極端紫外線リソグラフィ(EUV)は現時点では最も実現性が高い次世代リソグラフィの候補でオランダのASMLが開発を進めている。

### 多重露光液浸ArF露光
従来のArF液浸技術の延長でEUVよりも設備投資が少なくてすむが、多重露光のため、生産性には劣る。

### 放射光
放射光はX線から赤外線までの多様な波長に対応できるが、短波長の放射光を得るためには設備が大型化するため実現には困難が伴う。

### 電子線描画装置
電子線描画装置はマスクを製造するために使用されてきたが、生産性に劣るため量産用のウエハーへの適用には課題が残る。

### X線リソグラフィ
X線リソグラフィでは分解能は優れるものの、ステッパーを使用した縮小露光が出来ない。

### LADI
LADI:Laser-Assisted Direct Imprintingはレーザー光を使用して転写する。他の方式とは異なり、ステッパーのような高額の装置が不要。

### ナノインプリント・リソグラフィ
ナノインプリント・リソグラフィはパターンをウエハーに転写する事で微細な回路を焼き付ける。位置合わせの精度が課題だが、ステッパーのような高額の設備を要しない。

### 自己組織化リソグラフィ
自己組織化リソグラフィは分子間相互作用の巧みな制御によって規則構造を有する分子集合体を自発的に発現させる方法で塗布・アニール・現像のみでパターンを形成できる。

## 用途
- 集積回路の製造